# Torneo de Lausana
El Torneo de Lausana (oficialmente Ladies Open Lausanne) es un torneo de tenis profesional de mujeres que se juega actualmente en Lausana, Suiza. Se juega en canchas de tierra batida al aire libre. En un principio se realizó en Gstaad (1969-1978), luego se trasladó a Lugano (1981-1986), después a Ginebra (1987-1991), a continuación a Lucerna (1992-1994). Después de no celebrarse en 20 años la WTA anunció que el torneo volvería a Gstaad, hecho que sucedió entre 2016 y 2018. Posteriormente se disputó en Lausana desde 2019 hasta 2023. Sin embargo, la organización del evento confirmó que el torneo no seguiría a partir de 2024.
Manuela Maleeva tiene el récord, junto con Chris Evert, de más títulos individuales; ambas jugadoras ganaron en 3 ocasiones.

## Campeonas

### Individual
| En Gstaad:  |                                                          |                                                          |                                                          |                                                    |                                                    |
| 1969        | Françoise Dürr                                           | Rosie Casals                                             | 6-4, 4-6, 6-2                                            |                                                    |                                                    |
| 1970        | Rosie Casals                                             | Françoise Dürr                                           | 6-2, 5-7, 6-2                                            |                                                    |                                                    |
| 1971        | Françoise Dürr                                           | Lesley Hunt                                              | 6-3, 6-3                                                 |                                                    |                                                    |
| 1972        | Kazuko Sawamatsu                                         | Pam Teeguarden                                           | 6-3, 4-6, 6-2                                            |                                                    |                                                    |
| 1973        | No celebrado                                             | No celebrado                                             | No celebrado                                             |                                                    |                                                    |
| 1974        | Helga Schultze                                           | Lea Pericoli                                             | 4-6, 6-4, 6-3                                            |                                                    |                                                    |
| 1975        | Glynis Coles                                             | Linky Boshoff                                            | 9-7, 2-6, 8-6                                            |                                                    |                                                    |
| 1976        | Michèle Gurdal                                           | Gail Sherriff                                            | 4-6, 6-2, 6-3                                            |                                                    |                                                    |
| 1977        | Lesley Hunt                                              | Helen Gourlay                                            | 4-6, 7-5, 6-1                                            |                                                    |                                                    |
| 1978        | Virginia Ruzici                                          | Petra Delhees                                            | 6-2, 6-2                                                 |                                                    |                                                    |
| 1979–80     | No celebrado                                             | No celebrado                                             | No celebrado                                             |                                                    |                                                    |
| En Lugano:  |                                                          |                                                          |                                                          |                                                    |                                                    |
| 1981        | Chris Evert                                              | Virginia Ruzici                                          | 6-1, 6-1                                                 |                                                    |                                                    |
| 1982        | Chris Evert                                              | Andrea Temesvári                                         | 6-0, 6-3                                                 |                                                    |                                                    |
| 1983        | Cancelado después de la tercera ronda debido a la lluvia | Cancelado después de la tercera ronda debido a la lluvia | Cancelado después de la tercera ronda debido a la lluvia |                                                    |                                                    |
| 1984        | Manuela Maleeva                                          | Iva Budařová                                             | 6-1, 6-1                                                 |                                                    |                                                    |
| 1985        | Bonnie Gadusek                                           | Manuela Maleeva                                          | 6-2, 6-2                                                 |                                                    |                                                    |
| 1986        | Raffaella Reggi                                          | Manuela Maleeva                                          | 5-7, 6-3, 7-6(6)                                         |                                                    |                                                    |
| En Ginebra: |                                                          |                                                          |                                                          |                                                    |                                                    |
| 1987        | Chris Evert                                              | Manuela Maleeva                                          | 6-3, 4-6, 6-2                                            |                                                    |                                                    |
| 1988        | Barbara Paulus                                           | Lori McNeil                                              | 6-4, 5-7, 6-1                                            |                                                    |                                                    |
| 1989        | Manuela Maleeva                                          | Conchita Martínez                                        | 6-4, 6-0                                                 |                                                    |                                                    |
| 1990        | Barbara Paulus                                           | Helen Kelesi                                             | 2-6, 7-5, 7-6(3)                                         |                                                    |                                                    |
| 1991        | Manuela Maleeva                                          | Helen Kelesi                                             | 6-3, 3-6, 6-3                                            |                                                    |                                                    |
| En Lucerna: |                                                          |                                                          |                                                          |                                                    |                                                    |
| 1992        | Amy Frazier                                              | Radka Zrubáková                                          | 6-4, 4-6, 7-5                                            |                                                    |                                                    |
| 1993        | Lindsay Davenport                                        | Nicole Bradtke                                           | 6-1, 4-6, 6-2                                            |                                                    |                                                    |
| 1994        | Lindsay Davenport                                        | Lisa Raymond                                             | 7-6(3), 6-4                                              |                                                    |                                                    |
| 1995–2015   | No celebrado                                             | No celebrado                                             | No celebrado                                             |                                                    |                                                    |
| En Gstaad:  |                                                          |                                                          |                                                          |                                                    |                                                    |
| 2016        | Viktorija Golubic                                        | Kiki Bertens                                             | 4-6, 6-3, 6-4                                            |                                                    |                                                    |
| 2017        | Kiki Bertens                                             | Anett Kontaveit                                          | 6-2, 3-6, 6-1                                            |                                                    |                                                    |
| 2018        | Alizé Cornet                                             | Mandy Minella                                            | 6-4, 7-6(6)                                              |                                                    |                                                    |
| En Lausana: |                                                          |                                                          |                                                          |                                                    |                                                    |
| 2019        | Fiona Ferro                                              | Alizé Cornet                                             | 6-1, 2-6, 6-1                                            |                                                    |                                                    |
| 2020        | Torneo cancelado debido a la Pandemia de COVID-19.       | Torneo cancelado debido a la Pandemia de COVID-19.       | Torneo cancelado debido a la Pandemia de COVID-19.       | Torneo cancelado debido a la Pandemia de COVID-19. | Torneo cancelado debido a la Pandemia de COVID-19. |
| 2021        | Tamara Zidanšek                                          | Clara Burel                                              | 4-6, 7-6(5), 6-1                                         |                                                    |                                                    |
| 2022        | Petra Martić                                             | Olga Danilović                                           | 6-4, 6-2                                                 |                                                    |                                                    |
| 2023        | Elisabetta Cocciaretto                                   | Clara Burel                                              | 7-5, 4-6, 6-4                                            |                                                    |                                                    |

### Dobles
| En Gstaad:  |                                                                     |                                                                     |                                                                     |                                                    |                                                    |
| 1971        | Brenda Kirk Laura Rossouw                                           | Françoise Dürr Lea Pericoli                                         | 8-6, 6-3                                                            |                                                    |                                                    |
| 1972-73     | No celebrado                                                        | No celebrado                                                        | No celebrado                                                        |                                                    |                                                    |
| 1974        | Helga Schultze Lea Pericoli                                         | Kayoko Fukuoka Michelle Boulle                                      | 6-2, 6-0                                                            |                                                    |                                                    |
| 1975        | No celebrado                                                        | No celebrado                                                        | No celebrado                                                        |                                                    |                                                    |
| 1976        | Betsy Nagelsen Wendy Turnbull                                       | Brigitte Cuypers Annette Van Zyl                                    | 6-4, 6-4                                                            |                                                    |                                                    |
| 1977        | Helen Gourlay Rayni Fox                                             | Mary Carillo Lesley Hunt                                            | 6-0, 6-4                                                            |                                                    |                                                    |
| 1978-80     | No celebrado                                                        | No celebrado                                                        | No celebrado                                                        |                                                    |                                                    |
| En Lugano:  |                                                                     |                                                                     |                                                                     |                                                    |                                                    |
| 1981        | Rosalyn Fairbank Tanya Harford                                      | Candy Reynolds Paula Smith                                          | 2-6, 6-1, 6-4                                                       |                                                    |                                                    |
| 1982        | Candy Reynolds Paula Smith                                          | Joanne Russell Virginia Ruzici                                      | 6-2, 6-4                                                            |                                                    |                                                    |
| 1983        | Christiane Jolissaint Marcella Mesker                               | Petra Delhees Pat Medrado                                           | 6-2, 3-6, 7-5                                                       |                                                    |                                                    |
| 1984        | Christiane Jolissaint Marcella Mesker                               | Iva Budařová Marcela Skuherska                                      | 6-4, 6-3                                                            |                                                    |                                                    |
| 1985        | Bonnie Gadusek Helena Suková                                        | Bettina Bunge Eva Pfaff                                             | 6-2, 6-4                                                            |                                                    |                                                    |
| 1986        | Elise Burgin Betsy Nagelsen                                         | Jenny Byrne Janine Thompson                                         | 6-2, 6-3                                                            |                                                    |                                                    |
| En Ginebra: |                                                                     |                                                                     |                                                                     |                                                    |                                                    |
| 1987        | Betsy Nagelsen Elizabeth Smylie                                     | Laura Gildemeister Catherine Tanvier                                | 4-6, 6-4, 6-3                                                       |                                                    |                                                    |
| 1988        | Christiane Jolissaint Dianne Van Rensburg                           | Maria Lindström Claudia Porwik                                      | 6–1, 6–3                                                            |                                                    |                                                    |
| 1989        | Katrina Adams Lori McNeil                                           | Larisa Neiland Natasha Zvereva                                      | 2-6, 6-3, 6-4                                                       |                                                    |                                                    |
| 1990        | Louise Field Dianne Van Rensburg                                    | Elise Burgin Betsy Nagelsen                                         | 5-7, 7-6(2), 7-5                                                    |                                                    |                                                    |
| 1991        | Nicole Bradtke Elizabeth Smylie                                     | Cathy Caverzasio Manuela Maleeva-Fragniere                          | 6-1, 6-2                                                            |                                                    |                                                    |
| En Lucerna: |                                                                     |                                                                     |                                                                     |                                                    |                                                    |
| 1992        | Amy Frazier Elna Reinach                                            | Karina Habšudová Marianne Werdel                                    | 7-5, 6-2                                                            |                                                    |                                                    |
| 1993        | Mary Joe Fernández Helena Suková                                    | Lindsay Davenport Marianne Werdel                                   | 6-2, 6-4                                                            |                                                    |                                                    |
| 1994        | Cancelado debido a la lluvia después de dos de los cuartos de final | Cancelado debido a la lluvia después de dos de los cuartos de final | Cancelado debido a la lluvia después de dos de los cuartos de final |                                                    |                                                    |
| En Gstaad:  |                                                                     |                                                                     |                                                                     |                                                    |                                                    |
| 2016        | Lara Arruabarrena Xenia Knoll                                       | Annika Beck Evgeniya Rodina                                         | 6-1, 3-6, [10-8]                                                    |                                                    |                                                    |
| 2017        | Kiki Bertens Johanna Larsson                                        | Viktorija Golubic Nina Stojanović                                   | 7-6(4), 4-6, [10-7]                                                 |                                                    |                                                    |
| 2018        | Alexa Guarachi Desirae Krawczyk                                     | Lara Arruabarrena Timea Bacsinszky                                  | 4-6, 6-4, [10-6]                                                    |                                                    |                                                    |
| En Lausana: |                                                                     |                                                                     |                                                                     |                                                    |                                                    |
| 2019        | Anastasia Potapova Yana Sizikova                                    | Monique Adamczak Xinyun Han                                         | 6-2, 6-4                                                            |                                                    |                                                    |
| 2020        | Torneo cancelado debido a la Pandemia de COVID-19.                  | Torneo cancelado debido a la Pandemia de COVID-19.                  | Torneo cancelado debido a la Pandemia de COVID-19.                  | Torneo cancelado debido a la Pandemia de COVID-19. | Torneo cancelado debido a la Pandemia de COVID-19. |
| 2021        | Susan Bandecchi Simona Waltert                                      | Ulrike Eikkeri Valentini Grammatikopoulou                           | 6-3, 6-7(3), [10-5]                                                 |                                                    |                                                    |
| 2022        | Olga Danilović Kristina Mladenovic                                  | Ulrike Eikkeri Tamara Zidanšek                                      | w/o                                                                 |                                                    |                                                    |
| 2023        | Anna Bondár Diane Parry                                             | Amina Anshba Anastasia Dețiuc                                       | 6-2, 6-1                                                            |                                                    |                                                    |